# Bromeliohyla
Bromeliohyla är ett släkte av groddjur. Bromeliohyla ingår i familjen lövgrodor.
Kladogram enligt Catalogue of Life:
| Bromeliohyla | \| \| Bromeliohyla bromeliacia \| \| \| \| \| \| Bromeliohyla dendroscarta \| \| \| \| |
|              | \| \| Bromeliohyla bromeliacia \| \| \| \| \| \| Bromeliohyla dendroscarta \| \| \| \| |
|              | Bromeliohyla bromeliacia                                                               |
|              |                                                                                        |
|              | Bromeliohyla dendroscarta                                                              |
|              |                                                                                        |